# Narodowy Port Lotniczy Mińsk (przystanek kolejowy)
Narodowy Port Lotniczy Mińsk (biał. Нацыянальны аэрапорт Мінск, ros. Национальный Аэропорт "Минск") – zlikwidowany przystanek kolejowy w Mińsku, na Białorusi.
Otwarty 7 listopada 2014. Obsługiwał ruch pasażerski do portu lotniczego Mińsk i był przystankiem krańcowym linii. 6 kwietnia 2017 odjechał z niego ostatni pociąg. Dzień później został zamknięty. Tory i wiata zostały rozebrane.